# Sięgnąć gwiazd
Sięgnąć gwiazd – singel Budki Suflera promujący album Zawsze czegoś brak, wydany w 2009 roku nakładem wytwórni płytowej Bauer Music.
Tekst do utworu napisał Andrzej Mogielnicki, muzykę skomponował Romuald Lipko, natomiast produkcją singla zajął się Tomasz Bidiuk. Zespół poprzez treść singla oddaje hołd bohaterom rocznicy 20-lecia przemian wolnościowych w Polsce.
Nagrania dokonano w „Studio Lublin” w Lublinie, dnia 27 października 2009 roku.

## Lista utworów
1. „Sięgnąć gwiazd” – 3:31[1]

## Notowania
| Lista                                | Pozycja |
| ------------------------------------ | ------- |
| POPLista                             | 5       |
| Lista Przebojów Marka Niedźwieckiego | 13      |